# 七台河职业学院
七台河职业学院是黑龙江省属全日制统招专科大学，位于黑龙江省七台河市，是经黑龙江省人民政府批准，国家教育部备案的专科层次普通高等职业学校。
2005年12月26日成立。该校有师生5000多人，除开设专科专业外，另开设成人函授本科专业。